# Juan Cerdán Campaña
Juan Cerdán Campaña fue un político e intelectual chileno. Nació en Concepción, en 1773. Falleció en Lima, Perú, en 1832. Sus padres fueron José Cerdán y Patricia Campaña. 
Educado en Latín, Filosofía y Teología en el Convento de la Merced. Familiar del Obispo Roa y Alarcón, a quien acompañó en visita pastoral a los confines de la isla de Chiloé. En 1801 se graduó de doctor en teología, en la Real Universidad de San Felipe, y de doctor en ambos derechos, al siguiente año. El obispo de Concepción lo había nombrado su provisor y vicario general. 
En 1810 adhirió a la causa realista, y en 1811 fue elegido Diputado al Primer Congreso Nacional, representando al departamento de Concepción. Vicepresidente de la Cámara de Diputados (5 al 20 de agosto de 1811) y Presidente de la misma (20 de agosto al 4 de septiembre de 1811).
Tras la caída del Congreso Nacional y el inicio de las luchas de independencia contra los reconquistadores españoles, se retiró de la vida política, y como no simpatizó con la causa patriota, en 1813 se retiró al Perú, de donde no regresó.